# Санья, Карлотта
Карлотта Санья (род. итал.  Carlotta Sagna, 1964, Турин) — итальянская танцовщица и хореограф.

## Биография
Начинала танцевать в компании своей матери, балерины Анны Санья, затем — в балете Монте-Карло и бежаровской школе Мудра в Брюсселе (1981—1983). В 1988—1990 работала у Анны Терезы Де Кеерсмекер в её компании Rosas.
В 1993 вошла в интернациональную театральную труппу Яна Лауэрса Needcompany в Брюсселе, где работала в течение 10 лет. В 2002 показала в рамках компании свою первую самостоятельную хореографическую постановку. В 2005 основала собственную компанию во Франции, где с тех пор и работает. В 2009 объединилась со старшей сестрой, Катериной, создав Compagnie Caterina & Carlotta Sagna.

## Избранные постановки
- 1994: Isoi, вместе с Катериной Санья
- 1997: Caligula Яна Лауэрса, постановка танцевальных сцен
- 1999: La Testimone, вместе с Катериной Санья
- 2000: Morning Song Яна Лауэрса, постановка танцевальных сцен
- 2000: Needcompany’s King Lear Яна Лауэрса, постановка танцевальных сцен
- 2002: A для трех танцовщиков (первый собственный спектакль)
- 2002: Relation publique, вместе с Катериной Санья
- 2004: Tourlourou, соло для каталанской танцовщицы Хоны Сан-Мартин
- 2004: Heil Tanz !, вместе с Катериной Санья
- 2007: Oui oui pourquoi pas, en effet !
- 2009: Ad Vitam
- 2009: Petite pièce avec Olivia, вместе с писательницей Оливией Розенталь
- 2010: C’est même pas vrai, соло для Хоны Сан-Мартин
- 2010: Nuda Vita, вместе с Катериной Санья